# Durian I
Durian I is een bestuurslaag in het regentschap Sawah Lunto van de provincie West-Sumatra, Indonesië. Durian I telt 2185 inwoners (volkstelling 2010).